# Нямц (жудец)
Жуде́ц Нямц (рум. Județul Neamț) — румынский жудец в регионе Западная Молдавия.

## География
Жудец занимает площадь в 5896 км².
Граничит с жудецами Яссы и Васлуй — на востоке, Харгита — на западе, Бакэу — на юге  и Сучава — на севере.
На территории жудеца располагаются 2 национальных парка Чахлэу и Вынэторь Нямц.

## История
В жудеце располагаются исторические объекты как Нямецкая крепость, которая была построена Петром I Мушатом и считалась одной из главных крепостей Молдовы. Множество монастырей располагаются в регионе такие как монастырь Бистрица, Нямецкая Лавра, монастырь Агапия, Монастырь Сихэстрия и др.

## Население
В 2011 году население жудеца составляло 452 900 человек, плотность населения — 76,81 чел./км².
По результатам переписи 2016 года, население жудеца Нямц составило 577 359 человек.
| Год  | Население |
| ---- | --------- |
| 1930 | 311 113   |
| 1948 | 357 348   |
| 1956 | 419 949   |
| 1966 | 470 206   |
| 1977 | 532 096   |
| 1992 | 578 420   |
| 2002 | 554 516   |
| 2007 | 566 059   |
| 2011 | 452 900   |
| 2016 | 577 359   |

## Административное деление
В жудеце находятся 2 муниципия, 3 города и 76 коммун.

### Муниципии
- Пьятра-Нямц (Piatra Neamţ)
- Роман (Roman)

### Города
- Биказ (Bicaz)
- Рознов (Roznov)
- Тыргу-Нямц (Târgu Neamţ)

### Коммуны
- Бэлтэцешти
- Джиров
- Хангу
- Хумулешти
- Пояна-Ларгулуй
- Пынгэраци
- Сэвинешти
- Бодешти

## Достопримечательности
- Нямецкая крепость
- Ущелье Биказ
- Озеро Красное